# جوزه انجيرك (مقاطعة إسلام آباد غرب)
جوزه‌انجيرك (بالفارسية: جوزه‌انجیرک) هي قرية تقع في قسم حومة الجنوبي الريفي (مقاطعة إسلام آباد غرب) في إيران. يقدر عدد سكانها بـ 26 نسمة بحسب إحصاء 2016.